# ماری هولیر
ماری هولیر (انگلیسی: Marie Höljer؛ زادهٔ ۲۰ اکتبر ۱۹۶۵) دوچرخه‌سوار اهل سوئد است.